# Istituto sociale (Turin)
L'Istituto sociale est une école de Turin tenue par les Jésuites. Elle comprend actuellement plus de 800 élèves de la maternelle à l'équivalent italien du lycée.

## Histoire
Créé pendant la seconde moitié du XVIe siècle par les Jésuites, l'école prend le nom d'Istituto sociale en 1881. Anciennement située au centre social de Turin, elle se trouve actuellement au 10 rue Syracuse.
De nombreux anciens élèves ont atteint une certaine notoriété, comme le cardinal Carlo Maria Martini, Pier Giorgio Frassati, Piero Fassino, Giovanni Conso, Ludovico Geymonat, Giovanni Maria Flick ou Massimo Introvigne.